# Szuzuki Takajuki
Szuzuki Takajuki (Hitacsi, 1976. június 5. –) japán válogatott labdarúgó.
A japán válogatott tagjaként részt vett a 2002-es világbajnokságon.

## Statisztika
| Japán válogatott | Japán válogatott | Japán válogatott |
| Időszak          | Mérk.            | gól              |
| ---------------- | ---------------- | ---------------- |
| 2001             | 10               | 3                |
| 2002             | 13               | 1                |
| 2003             | 4                | 0                |
| 2004             | 18               | 6                |
| 2005             | 10               | 1                |
| Összesen         | 55               | 11               |